# 샤히드라자이항 폭발 사고
샤히드라자이항 폭발 사고는 2025년 4월 26일, 이란 반다르아바스 인근 샤히드라자이항에서 발생한 폭발 사고이다.

## 원인
2025년 4월 26일, 항구 내 시나 컨테이너 야적장에서 대규모 폭발이 발생다. 폭발은 로켓 연료를 만드는 데 사용되는 유해 물질과 화학 물질인 과염소산나트륨이 포함된 여러 용기에서 발생했을 가능성이 있다. 폭발로 인해 큰 화재와 충격파로 인해  인근 건물 창문이 깨지고 수 킬로미터 떨어진 건물에 구조적 손상이 발생했다.

## 사상자 및 비상 대응
최초 보고(2025년 4월 27일)에 따르면 최소 500명이 부상당한 것으로 나타났으며, 더 많은 정보가 제공되면서 부상자 수는 561명으로 늘어났다. 2025년 4월 27일 항구 사망자 40명, 부상자 1200명 발생했다.

## 사진

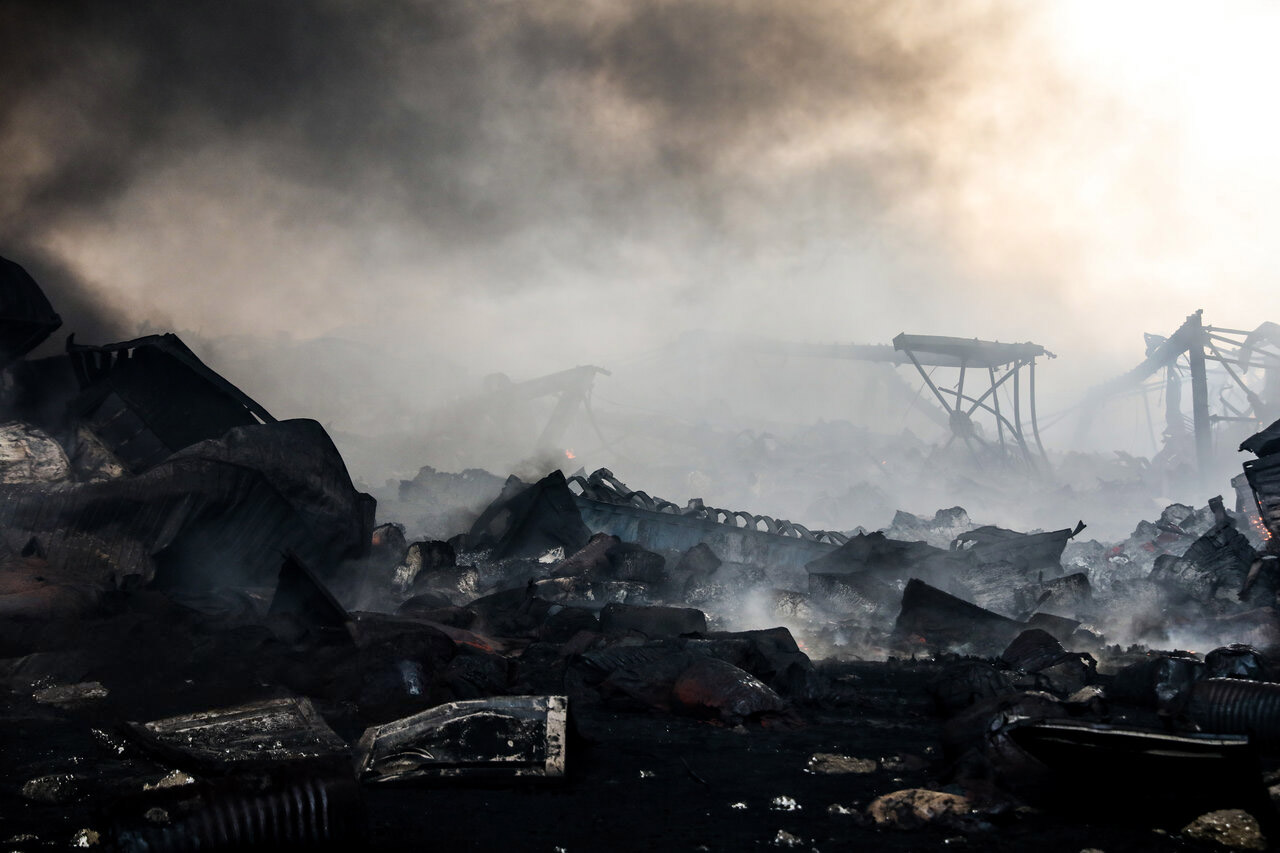
폭발과 화재로 인하여 타버린 구조물들의 잔해들
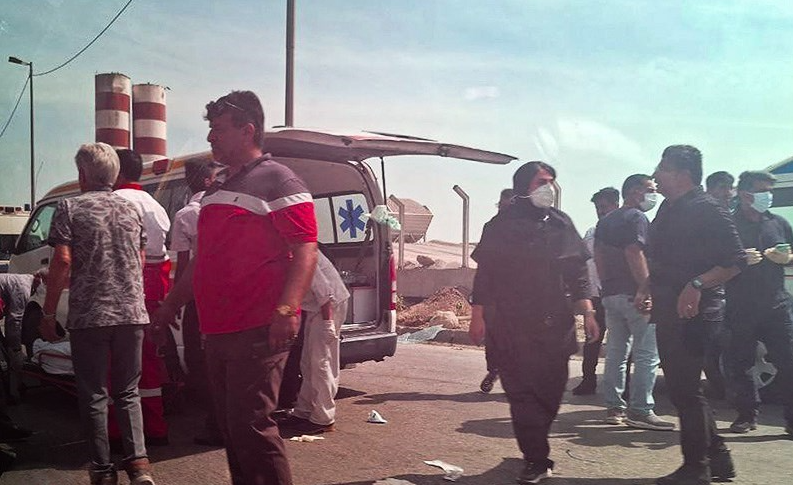
구급차에 의해 구조된 부상당한 생존자들
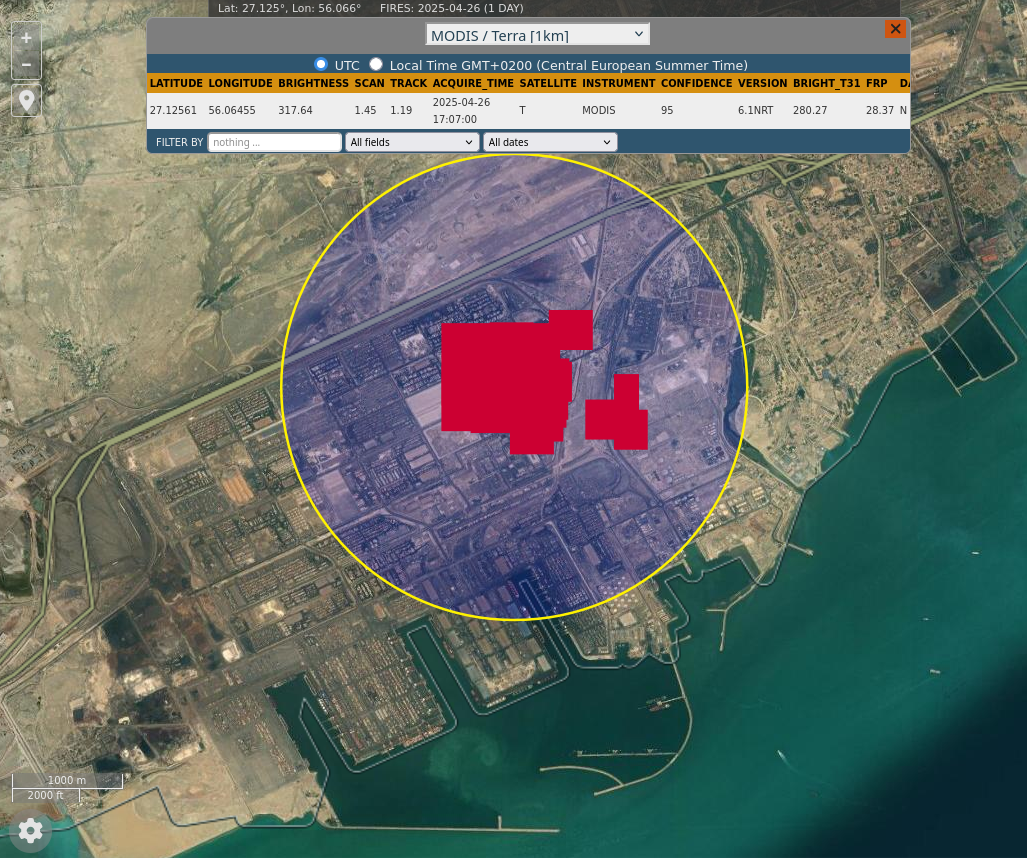
NASA의 인공위성으로 화재를 감지한 자료
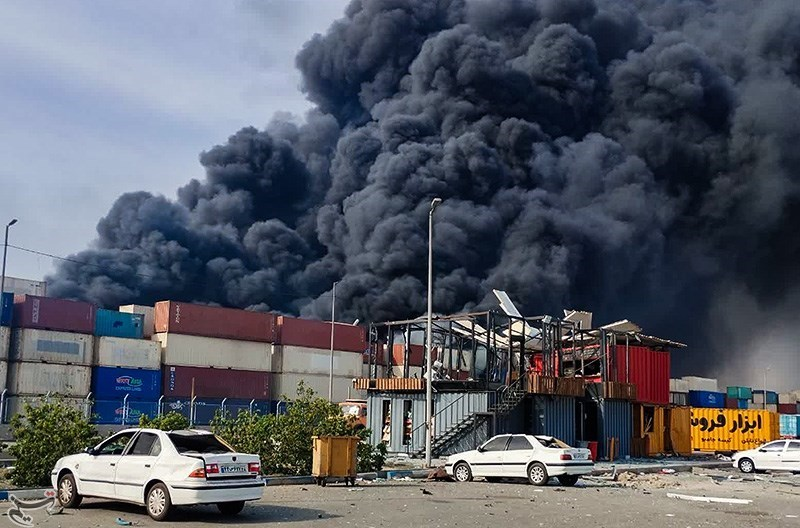
항구에서 피어오르는 연기
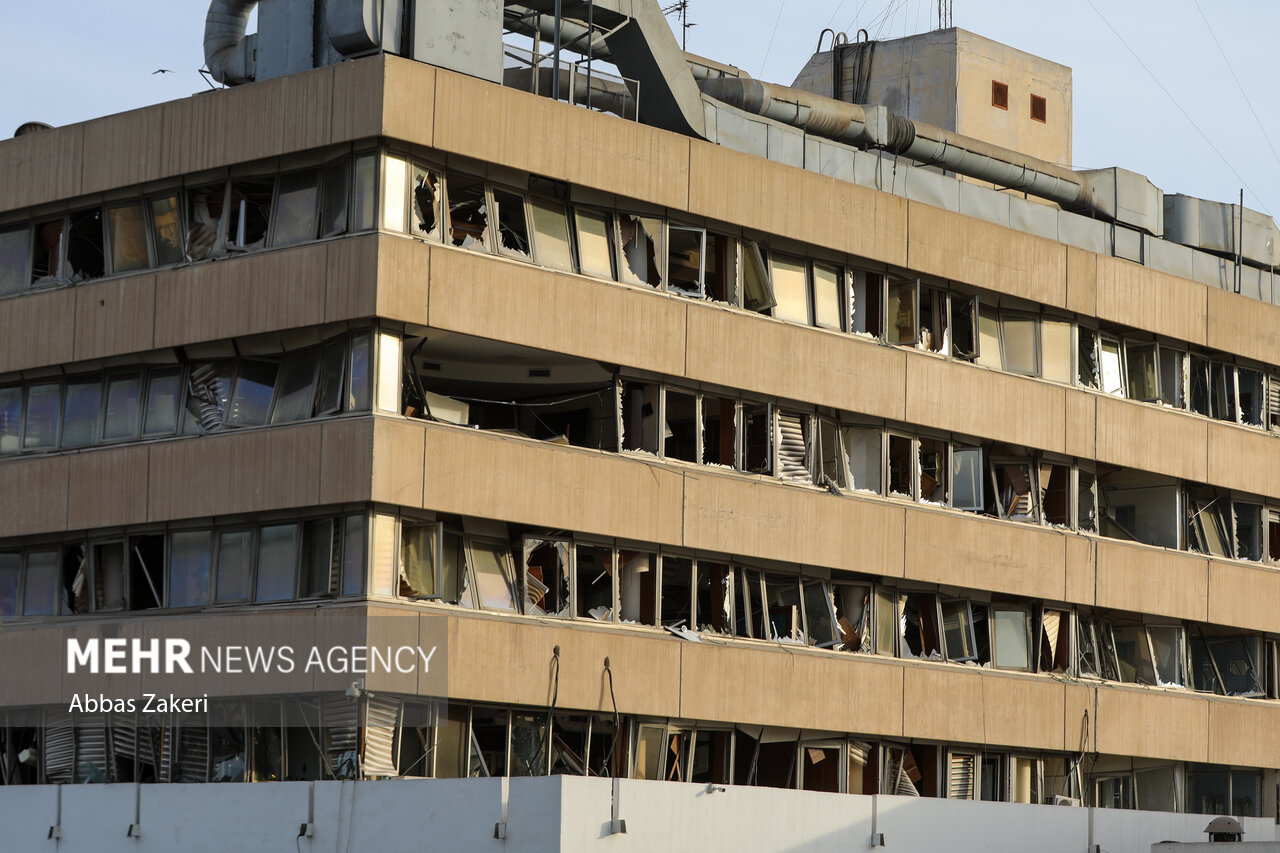
폭발 후 충격파로 인한 건물 피해
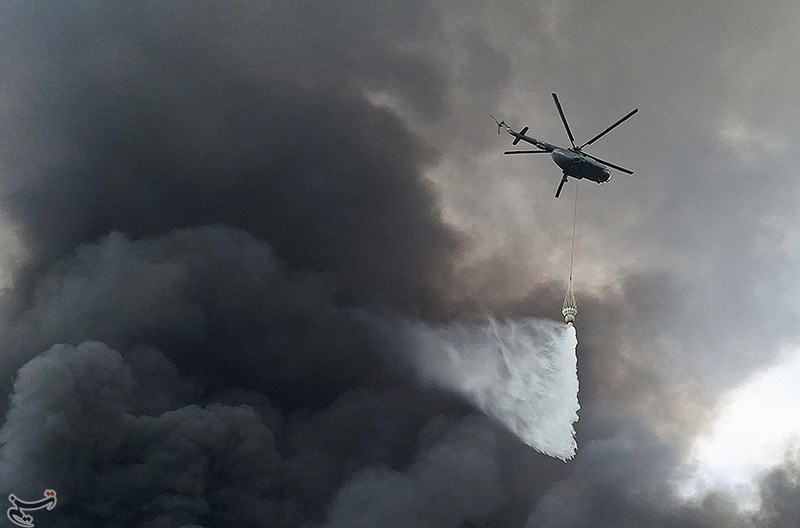
항구에서 폭발로 인하여 진화중인 헬기 모습
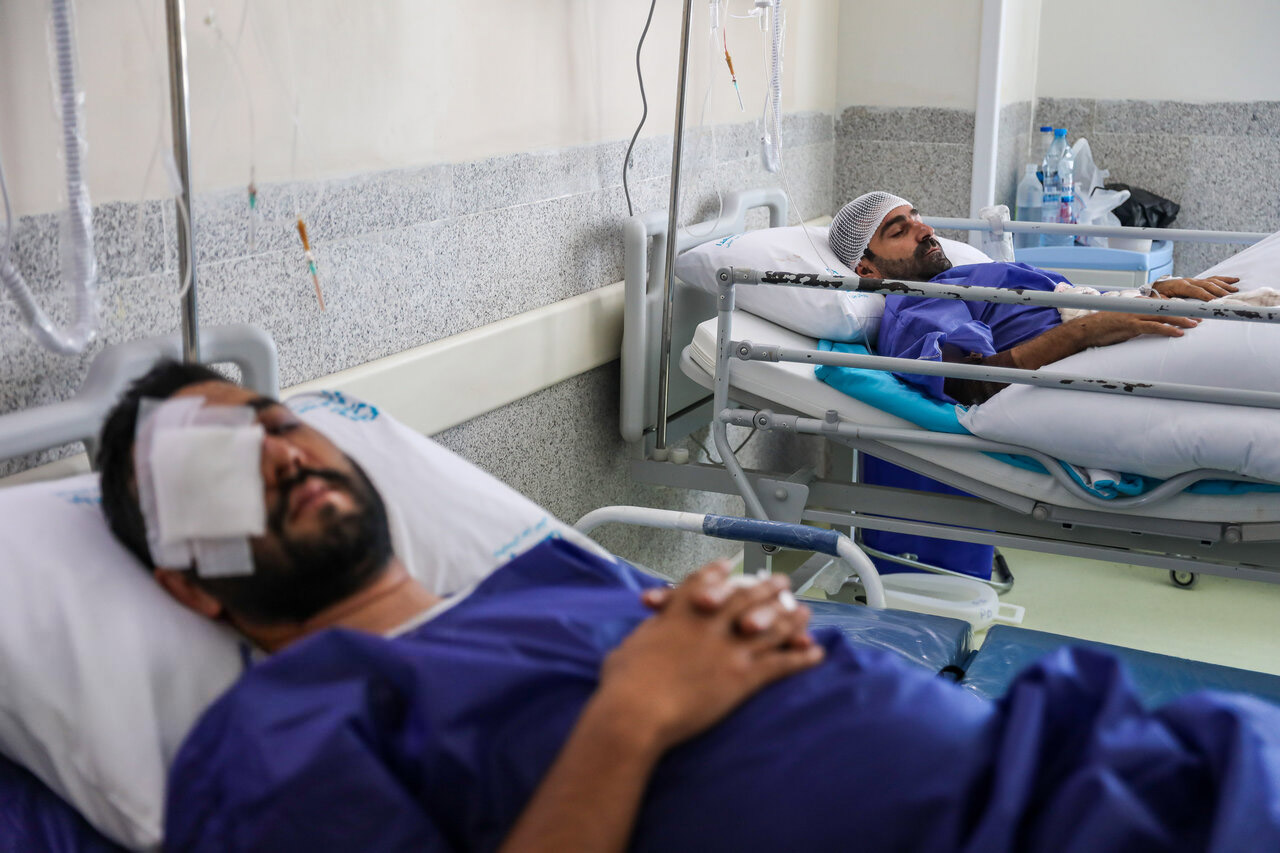
항구 폭발로 인하여 병원에서 치료중인 부상자들
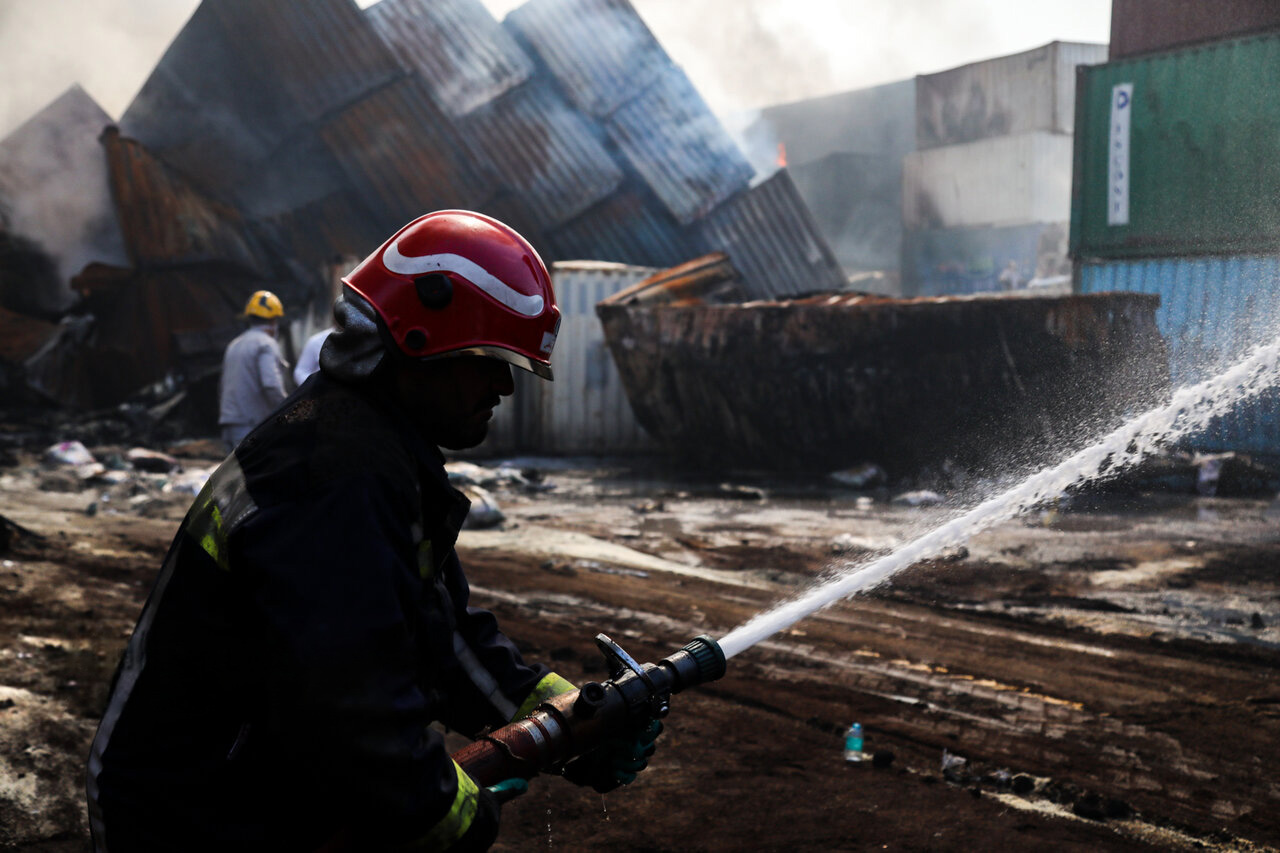
화재 진압하는 소방관

## 같이 보기
- 2015년 톈진항 폭발 사고
- 2020년 베이루트 폭발 사고